# سیمین گاووا
سیمین گاووا (انگلیسی: Siqin Gaowa؛ زادهٔ ۱۹ ژانویهٔ ۱۹۵۰) بازیگر اهل چین است. وی از سال ۱۹۷۰ میلادی تاکنون مشغول فعالیت بوده‌است.
از فیلم‌ها یا برنامه‌های تلویزیونی که وی در آن نقش داشته‌است می‌توان به زن روغن‌کنجد ساز اشاره کرد.

## جوایز
وی همچنین برندهٔ جوایزی همچون جایزه ققنوس زرین، جایزه فیلم هنگ کنگ، جایزه انجمن منتقدان فیلم هنگ کنگ، جایزه خروس زرین، جایزه صد گل، و جایزه اسپاراهای پران شده‌است.